# Аверьянов, Сергей Фёдорович
Сергей Фёдорович Аверьянов (10 сентября 1912 — 17 декабря 1972) — советский учёный в области гидротехники и мелиорации. Разработчик теории и методики управления водным режимом на мелиорируемых землях, прогнозирования водно-солевого режима почв при орошении. Под его руководством построен ряд крупных мелиоративных и гидротехнических проектов в СССР, в частности автоматизированная мелиоративная система на объекте «Лесное» в Белорусском Полесье. Его теоретические разработки также вошли в нормативные документы СССР.
Доктор технических наук, профессор, академик ВАСХНИЛ, заслуженный деятель науки и техники РСФСР.

## Биография
Родился в Астрахани в интеллигентной семье.
Успешно окончил школу и поступил в Московский гидромелиоративный институт (МГМИ, ныне Московский государственный университет природообустройства) по выбранной им самим специальности. Окончив институт в 1934 году, поступил в аспирантуру и защитил кандидатскую диссертацию. В 1937—1939 годах работал ассистентом кафедры сельскохозяйственной мелиорации МГМИ, где занимался научной и преподавательской деятельностью.
12 ноября 1939 года был призван в ряды Красной Армии Октябрьским РВК Москвы, с 1941 года — участник Великой Отечественной войны. Встретил начало войны в составе 233-го отдельного сапёрного батальона 149-й стрелковой дивизии на западной границе под городом Брестом. Воевал на Западом (22 июня 1941 — 20 февраля 1943), Центральном (20 февраля — 20 октября 1943), Белорусском (20 октября — 10 декабря 1943) и 1-м Украинском фронтах (10 декабря 1943 — 13 февраля 1944).
Прошёл путь от рядового бойца до инженер-капитана. С декабря 1942 года — заместитель командира батальона по строевой части. С апреля по июнь 1943 года под его руководством в районе деревни Круглая на переднем краем обороны была построена 32-метровая деревянная плотина для заболачивания. Несмотря на сильный огонь противника и потери, плотина строилась круглосуточно форсированными темпами, а инженер-капитан С. Ф. Аверьянов лично на собственном примере воодушевлял бойцов на выполнение боевой задачи. В результате, местность перед боевыми порядками 568-го стрелкового полка стала недоступна для немецких танков. За этот эпизод был награждён орденом Отечественной войны I степени.
Участник Курской битвы, Черниговско-Припятской операции. При форсировании Днепра инженер-капитан С. Ф. Аверьянов лично проводил инженерную разведку мест переправ советских войск. Член ВКП(б)/КПСС с октября 1943 года.
Адъютант 233-го отдельного сапёрного батальона инженер-капитан С. Ф. Аверьянов был тяжело ранен при подготовке переправы через реку Иква. В 1944 году вернулся в Москву инвалидом без ноги, на костылях. Кавалер ордена Красного Знамени.
С 1944 года работал доцентом кафедры сельскохозяйственной мелиорации (1944—1957), с 1957 года — заместителем директора по научной работе, профессором (1960—1961), заведующим кафедрой сельскохозяйственной мелиорации (1961—1972) МГМИ.
Также вёл общественно-политическую деятельность. После Великой Отечественной войны четырежды избирался членом Партийного бюро института, работал заместителем секретаря Партбюро, а с 1959 по 1961 год избирался и работал депутатом Тимирязевского райсовета Москвы.
Жил и работал в Москве. Умер 17 декабря 1972 года. Похоронен на Новодевичьем кладбище в городе Москве.

## Научная деятельность
Академик С. Ф. Аверьянов специализировался в области гидротехники и мелиорации:
- занимался теоретическим обоснованием осушительных мелиораций: рассчитывал осушительное действие каналов, горизонтального и вертикального дренажа, формирование поверхностного стока;
- исследовал способы борьбы с фильтрацией воды из каналов: теория движения грунтовых вод при установившемся и неустановившемся режимах, установление величины фильтрационных потерь воды из каналов, методы оценки фильтрации в зоне «капиллярной каймы» и учёта водопроницаемости грунтов при неполном их насыщении;
- разрабатывал способы предотвращения засоления орошаемых земель: рассоляющее действие фильтрации из каналов, теория промывки засоленных почв на фоне дренажа, закономерности движения солей в почвогрунтах;
- является разработчиком теории и практики управления водным режимом на мелиорируемых землях, прогнозирования водно-солевого режима почв при орошении. Под его руководством была построена автоматизированная мелиоративная система на объекте «Лесное» в Белорусском Полесье. Его работы были также использованы при составлении других крупных мелиоративных и гидротехнических проектов: схемы осушения Мещёрской низменности, орошения Голодной степи в Узбекской и Казахской ССР, Алазанской долины в Грузии, массивов Таджикской ССР[2];
- также разработал системы комплексного управления факторами жизни растений[1].

Теоретические работы С. Ф. Аверьянова вошли в советские нормативные документы. С 1968 года работал членом Государственной экспертной комиссии Госплана СССР. Участвовал в составлении норм по проектированию осушительных и оросительных систем, консультировал специалистов по вопросам мелиорации ряда объектов в Болгарии, Румынии, Чехословакии и Венгрии, оказывал помощь ряду советских водохозяйственных организаций: Гипроводхоз, Белгипроводхоз, Укргипроводхоз, Гидропроект, Средазгипроводхлопок и другие.
Всего научное наследие С. Ф. Аверьянова включает 280 работ, некоторые из которых переведены и изданы в Италии, Индии, Мексике, Китае и Болгарии. Некоторые публикации:
- Расчёт опорожнения пойменных озёр. — М., 1940. — 14 с.
- Расчёт горизонтального дренажа при борьбе с засолением орошаемых земель. — М., 1958. — 105 с.
- Горизонтальный дренаж при борьбе с засолением орошаемых земель: (расчет). — М.: Изд-во АН СССР, 1959. — 84 с.
- Борьба с засолением орошаемых земель. — М.: Колос, 1978. — 288 с.
- Фильтрация из каналов и её влияние на режим грунтовых вод. — М.: Колос, 1982. — 237 с.

Его научная школа включает десятки кандидатов и докторов наук.

## Награды и звания
Советские государственные награды и звания:
- орден Красного Знамени (1944)
- орден Отечественной войны I степени (1943)
- орден Трудового Красного Знамени (1965)
- орден «Знак Почёта» (1961)
- шесть медалей[2]:
  - медаль «За боевые заслуги» (1942)
  - медаль «За оборону Москвы» (1944)
  - медаль «За доблестный труд в Великой Отечественной войне» (1946)
  - медаль «За победу над Германией в Великой Отечественной войне 1941-1945 гг.» (1946)
  - медаль «В память 800-летия Москвы» (1947)
  - медаль «За трудовую доблесть» (1951)
- и ряд юбилейных медалей[2]:
  - медаль «Двадцать лет Победы в Великой Отечественной войне 1941—1945 гг.» (1966)
  - медаль «50 лет Вооружённых Сил СССР» (1968)
  - медаль «За доблестный труд. В ознаменование 100-летия со дня рождения В. И. Ленина» (1970)

Другие награды, премии и звания:
- заслуженный деятель науки и техники РСФСР (1972)
- большая серебряная медаль ВСХВ (1955)
- золотая медаль им. А. Н. Костякова (1972)
- премия Президиума АН СССР (1956, за работу «Фильтрация из каналов и её влияние на режим грунтовых вод»)
- медаль участника ВСХВ (1954)
- диплом участника ВДНХ (1968)
- знак «25 лет победы в Великой Отечественной войне» (1972)
- знак «30 лет победы под Москвой» (1972)
- юбилейная грамота и медаль «50 лет Госплана СССР» (1971)

Доктор технических наук (1959), профессор (1960), академик ВАСХНИЛ (1964).

## Память
В Москве на здании учебного корпуса Московского государственного университета природообустройства (улица Прянишникова, 19), где С. Ф. Аверьянов работал с 1930 по 1972 год, установлена мемориальная доска.